# Som Maresme Futbol Club
Maillots
Le Som Maresme Futbol Club est un club espagnol de football basé à Premià de Dalt (Province de Barcelone, Catalogne) qui joue actuellement en cinquième division espagnole, la Tercera Federación.

## Histoire
| \| Llagostera \| Emplacement de Llagostera, en Espagne. |
| Llagostera                                              |

Le club est fondé en 1947 par le maire de la ville, Leandre Calm, qui devient le premier président du club. Le club passe ses premières cinquante années dans les catégories régionales du football catalan.
Son histoire change avec l'arrivée de l'entraîneur Oriol Alsina en 2004. Le club obtient cinq promotions en sept saisons. En juillet 2008, Isabel Tarragó, épouse d'Oriol Alsina, accède à la présidence du club.
Lors de la saison 2010-2011, Llagostera est champion de la Troisième division et monte en Segunda División B.
Lors de la saison 2012-2013, le club parvient pour la première fois en 1/16e de finale de la Coupe d'Espagne.
L'UE Llagostera monte en Deuxième division au terme de la saison 2013-2014 en terminant à la première place du groupe III puis battant le Gimnàstic de Tarragone lors du play-off de promotion grâce à un but de Nuha à la 92e minute. Ainsi, un club d'une ville de 7 500 habitants qui jouait en Septième Division lors de la saison 2004-2005, parvient à monter à six reprises jusqu'à parvenir au statut professionnel. Llagostera est la ville d'Espagne avec le moins d'habitants disposant d'une équipe professionnelle de football.
Après des débuts difficiles en Deuxième division, l'UE Llagostera effectue une belle remontée au classement qui lui permet de lutter pour monter en Première division.

## Palmarès
- 1 Coupe de Primera Territorial (2005-06)
- 1 Coupe de Tercera División Gr.5 (2010-11)
- 1 Coupe de 2a División B Gr.3 (2013-14)

## Statistiques du club
| - Saisons en D1: 0 - Saisons en D2: 2 - Saisons en 2ªB: 5 - Saisons en 3ª: 3 |

- 1999-00 : Segunda Territorial (Groupe 15) - 6e
- 2000-01 : Segunda Territorial (Groupe 15) - 16e
- 2001-02 : Segunda Territorial (Groupe 16) - 14e
- 2002-03 : Segunda Territorial (Groupe 16) - 8e
- 2003-04 : Segunda Territorial (Groupe 16) - 15e
- 2004-05 : Segunda Territorial (Groupe 16) - 2e
- 2005-06 : Primera Territorial (Groupe 1) - 1er
- 2006-07 : Preferente Territorial (Groupe 1) - 8e
- 2007-08 : Preferente Territorial (Groupe 1) - 2e
- 2008-09 : Primera Catalana - 3e
- 2009-10 : Tercera División (Groupe 5) - 8e
- 2010-11 : Tercera División (Groupe 5) - 1er
- 2011-12 : Segunda División 'B' (Groupe 3) - 5e
- 2012-13 : Segunda División 'B' (Groupe 3) - 10e
- 2013-14 : Segunda División 'B' (Groupe 3) - 1er
- 2014-15 : Segunda División - 9e
- 2015-16 : Segunda División - 20e
- 2016-17 : Segunda División 'B' (Groupe 3) - 14e
- 2017-18 : Segunda División 'B' (Groupe 3) - 16e
- 2018-19 : Tercera División (Groupe 5) - 1er
- 2019-20 : Segunda División 'B' - en cours

## Stade
L'UE Llagostera dispute ses matchs au Camp Municipal d'Esports de Llagostera. Le stade fut inauguré en 1948. Depuis 2009, le gazon est artificiel.

## Évolution du maillot
| 1955 | 1967 | 1978 | 1981 | 1996 | 2010 |

## Identité visuelle

2004-2014.
2014-2021.
2021-2022.
2022-2023.
2023-2025.
depuis 2025.